# استون مارتین والکیری ای‌ام‌آر-ال‌ام‌اچ
استون مارتین والکیری ای‌ام‌آر-ال‌ام‌اچ یک خودرو مسابقه است که توسط گروه استون مارتین ریسینگ و مولتی‌ماتیک برای رقابت در مسابقات جهانی استقامتی در کلاس هایپرکار و مسابقات قهرمانی خودروهای ورزشی ایمسا در کلاس جی‌تی‌پی توسعه یافته است. این خودرو یک نسخه مسابقه ای به شدت اصلاح شده و مطابق با قوانین کلاس لمانز هایپرکار بر اساس خودروی والکیری ای‌ام‌آر-پرو استون مارتین است.
این خودرو قرار است برای اولین بار در مسابقه دیتونا ۲۴ ساعته ۲۰۲۵ توسط این تیم معرفی شود.

## تاریخچه

### طرح‌های اولیه

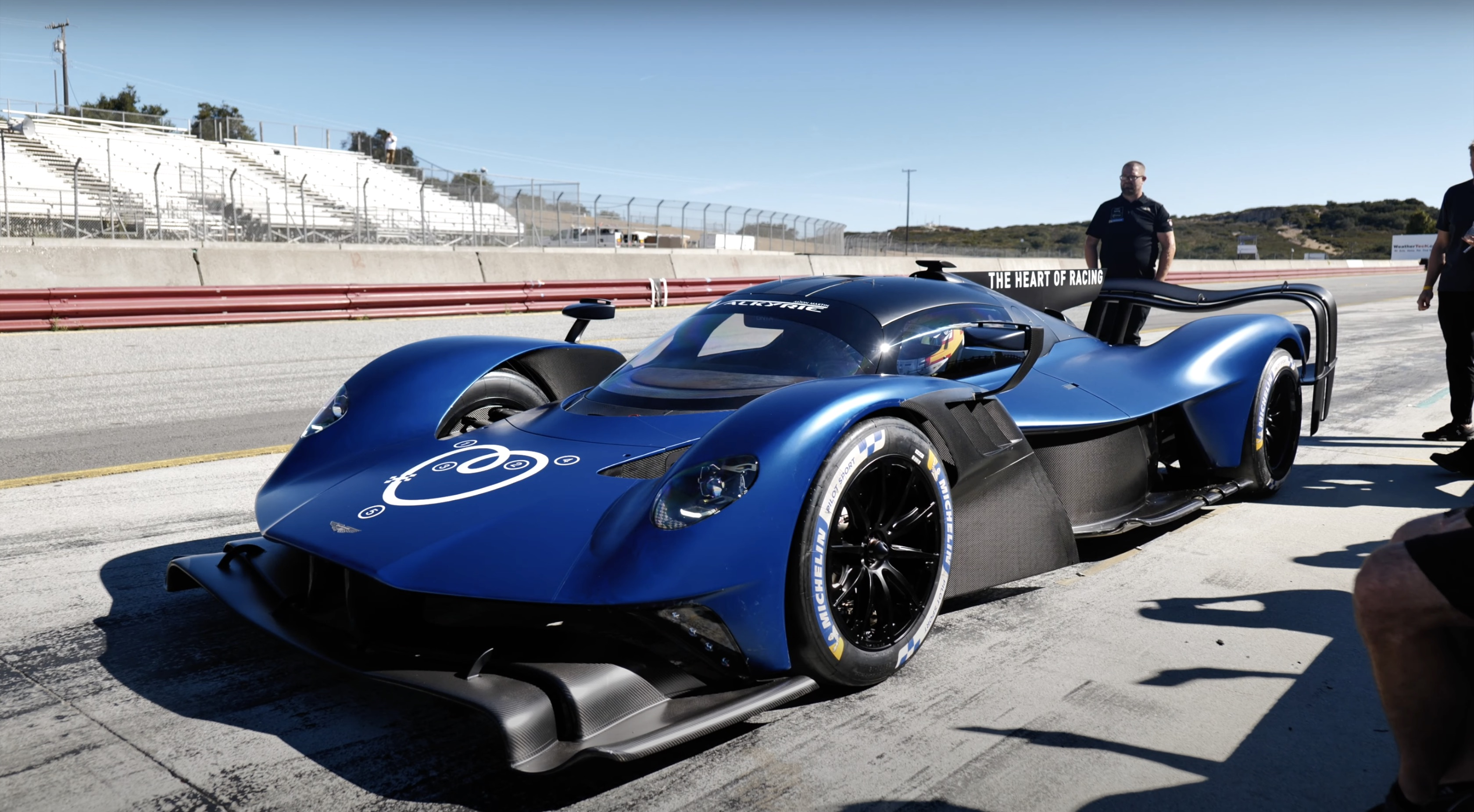
استون مارتین والکیری ای‌ام‌آر-ال‌ام‌اچ که بر پایه خودرو استون مارتین والکیری ساخته و توسعه پیدا کرده است.

آستون مارتین یکی از اولین تولیدکنندگانی بود که در سال ۲۰۱۹ متعهد به ورود به کلاس لمانز هایپرکار شد و قصد داشت با حداقل دو خودرو در این مسابقات شرکت کند. در کنار ورودی‌های کارخانه، دو خودروی دیگر نیز قرار بود توسط R-Motorsport در مسابقات حضور پیدا کند.